# Anne Chao
Lien-Ju Anne Chao (chino: 趙蓮菊) es una estadística ambiental taiwanesa. Trabaja en el Instituto de Estadística de la Universidad Nacional Tsing Hua, donde es profesora distinguida de la Cátedra Tsing Hua y exprofesora de la Cátedra Nacional de Taiwán.  Chao se ha descrito a sí misma como "60% estadística, 30% matemática y 10% ecóloga".  Es conocida por su trabajo sobre métodos de marcado y recaptura para estimar el tamaño y la diversidad de las poblaciones.  Es autora o coautora de varias herramientas de software para cuantificar y estimar la diversidad biológica, sus trabajos académicos han sido citados más de 23 000 veces hasta noviembre de 2019.
Chao obtuvo una licenciatura en matemáticas en la Universidad Nacional Tsing Hua en 1973. Se mudó a los EE. UU. para realizar sus estudios de posgrado. Completó un doctorado en estadística en la Universidad de Wisconsin-Madison en 1977.  Su disertación, supervisada por Bernard Harris, fue El método de cuadratura en problemas de inferencia que surgen de la distribución multinomial generalizada .  Trabajó durante un año como profesora asistente visitante en la Universidad de Míchigan. Posteriormente, en 1978 regresó a la Universidad Nacional Tsing Hua como miembro de la facultad. Allí, fue Profesora de la Cátedra Nacional de Taiwán de 2005 a 2008, se convirtió en Profesora Distinguida de la Cátedra Tsing Hua en 2006. 
Con Lou Jost, Chao es autora de Análisis de diversidad (Taylor & Francis, 2008; Chapman & Hall, 2017). También es autora de Estimación estadística de índices de biodiversidad (Wiley, 2017) con Chun-Huo Chiu y Jost. 
Chao fue elegida miembro del Instituto de Estadística Matemática en 1997.  También es miembro electa del Instituto Internacional de Estadística . 